# سيند مي آنجل (أرسل لي ملاكا -أغنية)
سيند مي آنجل ، بالإنجليزية:(Send Me an Angel) وتعني بالعربية (أرسل لي ملاكا)، وهي أغنية عالمية ناجحة لفرقة «سكوربينز» الألمانية، أنجزتها باللغة الإنجليزية ضمن ألبوم "كريزي ورلد" (عالم مجنون)، الذي أنجزته الفرقة الموسيقية مباشرة بعد سقوط جدار برلين، وإعلان نهاية الحرب الباردة بين المعسكرين الشرقي والغربي.
الكلمات من تدوين «كلاوس ماينه»، و«رودولف شينكر». وقد سجل الألبوم المرتبة 21 على قائمة من 200 ألبوم، في مجلة بيلبورد 200 الأمريكية التي تهتم بعالم الفن والمسيقى، وكان ذلك في سنة 1991.
 وقد حصدت الأغنية، في نفس السنة على المرتبة 44 ضمن القائمة الأسبوعية لمجلة «بيلبورد هوت 100».